# Дземяни (гміна)
Гміна Дземяни (пол. Gmina Dziemiany) — сільська гміна у північній Польщі. Належить до Косьцерського повіту Поморського воєводства.
Станом на 31 грудня 2011 у гміні проживало 4211 осіб.

## Територія
Згідно з даними за 2007 рік площа гміни становила 124.97 км², у тому числі:
- орні землі: 25.00%
- ліси: 59.00%

Таким чином, площа гміни становить 10.72% площі повіту.

## Населення
Станом на 31 грудня 2011:
| Опис     | Загалом | Загалом | Чоловіки | Чоловіки | Жінки | Жінки |
| -------- | ------- | ------- | -------- | -------- | ----- | ----- |
| одиниця  | осіб    | %       | осіб     | %        | осіб  | %     |
| все      | 4211    | 100     | 2066     | 49.06    | 2145  | 50.94 |
| міське   | 0       | 100     | 0        |          | 0     |       |
| сільське | 4211    | 100     | 2066     | 49.06    | 2145  | 50.94 |

## Сусідні гміни
Гміна Дземяни межує з такими гмінами: Бруси, Карсін, Косьцежина, Ліпуш, Студзеніце.